# Paradoxornis guttaticollis
Bico-de-papagaio-ponteado ou bico-adunco-de-peito-sarapintado (Paradoxornis guttaticollis) é uma espécie de ave da família Sylviidae.
Pode ser encontrada nos seguintes países: Bangladesh, China, Índia, Laos, Myanmar, Tailândia e Vietname.